# Seno verso

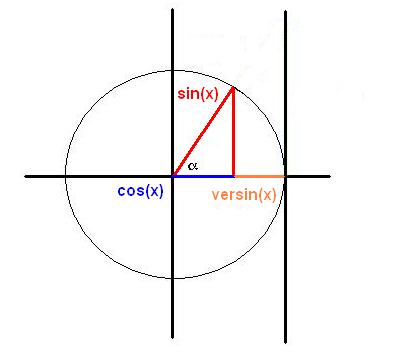
Seno verso.

O seno verso é uma função trigonométrica pouco utilizada hoje em dia. Ela é geralmente escrita como versin ou vers e é definida como:
{\displaystyle {\textrm {versin}}(\theta )=1-\cos(\theta )\,}